# Steinkreis von Delf Hill

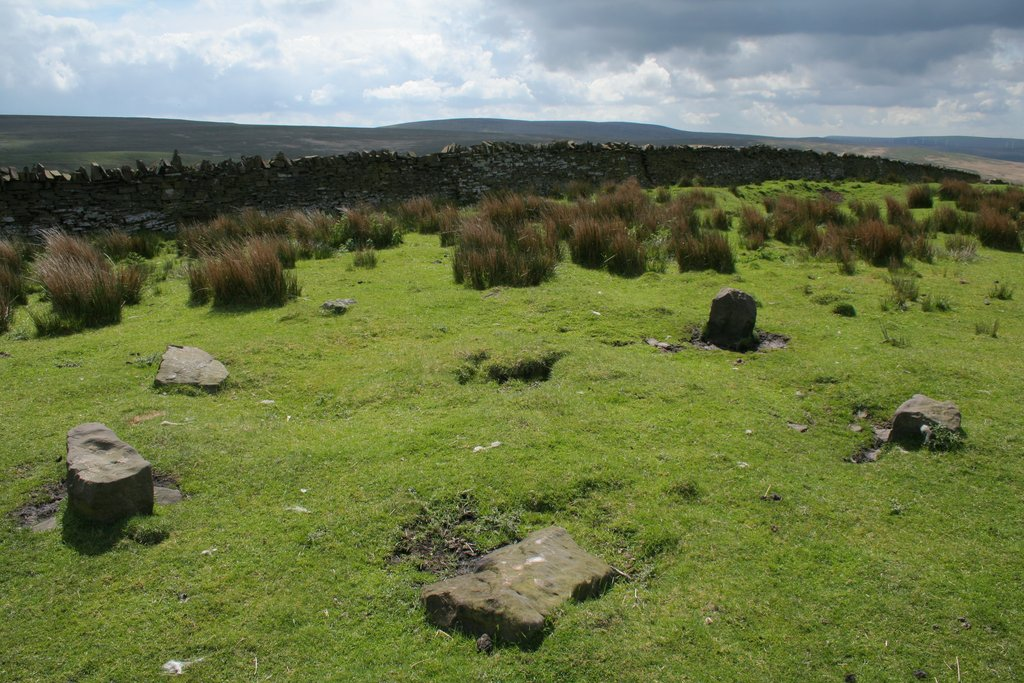
Steinkreis von Delf Hill

Der Steinkreis von Delf Hill (auch Delph Hill Pasture genannt) liegt im Extwistle Moor, etwa 3,3 Kilometer nordöstlich von Worsthorne bei Hellclough Head, östlich von Burnley in Lancashire in England.
Der von Walter Bennett (1946) und Aubrey Burl (2000) beschriebene Steinkreis scheint eine Cairneinfassung oder ein kleiner Tumulus, ein Grabhügel, zu sein. Er wurde erstmals 1842 vom Antiquar F.C. Spencer erwähnt. Spencer leitete eine Ausgrabung ein, deren Ergebnis die Entdeckung zweier merkwürdig markierter irdener Urnen war, die kleine Fragmente menschlicher Knochen enthielten, die mit Holzkohle vermischt waren. Die Gefäße waren mit Schieferplatten bedeckt, über die zum Schutz größere Steine gestellt waren. Die Urnen wurden etwa 60 Zentimeter unter der Feldoberfläche, in der Mitte des Kreises gefunden, eingebettet in weichen Lehm, mit viel Holzkohle durchsetzt.
Der Steinkreis von etwa fünf Meter Durchmesser besteht aus sechs erhaltenen Steinen, die zwischen 30 und 60 Zentimeter groß sind und einen niedrigen Hügel umgeben. Berichte aus dem 19. Jahrhundert sprechen von fünf (1842) und sieben Steinen (1874).